# António Costa
António Luís Santos da Costa (Lisabon, 17. srpnja 1961.) portugalski je političar, te od 1. prosinca 2024. predsjednik Europskog vijeća. Prethodno je služio na poziciji predsjednika Vlade Portugala od 2015. do 2024. godine. Bio je državni tajnik za parlamentarne poslove (1995. – 1997.), ministar za parlamentarne poslove (1997. – 1999.), ministar pravde (1999. – 2002.),  ministar za državnu upravu (2005. – 2007.), te gradonačelnik Lisabona (2007. – 2015.). Izabran je za glavnog tajnika Socijalističke stranke 2014., pozicija na kojoj je ostao do 2024. godine.
Dana 7. studenoga 2023. Costa je podnio ostavku nakon istrage koja je uključivala članove njegove vlade u vezi s korupcijom i malverzacijama u upravljanju projektima iskopavanja litija i vodika. Predsjednik Portugala, Marcelo Rebelo de Sousa, odlučio je raspustiti parlament i raspisao prijevremene izbore koji su održani 10. ožujka 2024. Costa je ostao premijer sve dok njegov nasljednik, dotadašnji vođa oporbe Luís Montenegro, nije položio prisegu 2. travnja 2024. godine.